# 蒋祖慧
蒋祖慧（1934年—），女，湖南临澧人，中国芭蕾舞剧编导，曾任中国舞蹈家协会理事。

## 家庭
母亲丁玲。